# Cséhtelek
Cséhtelek (románul: Ciutelec) falu Romániában, Bihar megyében.

## Fekvése
Nagyváradtól 73 km-re északkeletre, Margittától 15 km-re délkeletre fekszik.

## Története
1305-ben Cheytheluc, 1406-ban possessio valachis Chetheleka néven említették. Valószínűleg a 13. század elején telepítette a bihari királyi uradalom ruszinokkal. 1406-ban a sólyomkői uradalom falva volt. 1665-ben pusztán állt, 1715-ben ismét lakták.
A 18–19. században a Fráter, a Halász és a Vay családok birtokolták. 1770-ben román lakói bort termeltek, sót szállítottak és fát vágtak eladásra. 1842-ben csatlakoztak a görögkatolikus egyházhoz. 1871-ben a falu felét árvíz pusztította el. Az 1890-es években parcellákra magyarokat telepítettek be. A 20. század elején Wertheimstein Alfréd lovag mintagazdaságot és kastélyt tartott fenn.

## Népessége
- 1900-ban 736 lakosából 443 volt román, 237 magyar és 50 szlovák anyanyelvű; 417 görögkatolikus, 166 református, 94 római katolikus, 37 ortodox és 21 zsidó vallású.
- 2002-ben 898 lakosából 729 volt román, 124 magyar és 36 szlovák nemzetiségű; 634 ortodox, 86 református, 78 pünkösdista, 49 római katolikus, 23 adventista és 22 görögkatolikus vallású.

## Látnivalók
- A neobarokk, 1890 és 1911 között épült Wertheimstein-kastély ma idősek otthonaként működik.
- Fráter-kúria.

## Híres emberek
- Itt jegyezte el Madách Imre 1845. március 16-án későbbi feleségét, Fráter Erzsébetet.